# Химна Данске
Има једна дивна земља (дан. Der er et yndigt land) је национална химна Данске, усвојена 1835. године. Речи је написао песник Адам Еленшлегер 1819. године, а компоновао ју је Ханс Ернст Кројер 1835. године.

## Текст

### Дански текст
Der er et yndigt land,
det står med brede bøge
nær salten østerstrand
Det bugter sig i bakke, dal,
det hedder gamle Danmark
og det er Frejas sal
Der sad i fordums tid
de harniskklædte kæmper,
udhvilede fra strid
Så drog de frem til fjenders mén,
nu hvile deres bene
bag højens bautasten
Det land endnu er skønt,
ti blå sig søen bælter,
og løvet står så grønt
Og ædle kvinder, skønne mø'r
og mænd og raske svende
bebo de danskes øer
Hil drot og fædreland!
Hil hver en danneborger,
som virker, hvad han kan!
Vort gamle Danmark skal bestå,
så længe bøgen spejler
sin top i bølgen blå